# Tommy Godwin (Radsportler, 1912)
Thomas Edward „Tommy“ Godwin (* 5. Januar 1912 in Fenton, Stoke-on-Trent; † 1975) war ein britischer Radsportler. 1939 stellte er einen Jahres-Ausdauerweltrekord auf, der erst 2016 von Kurt Searvogel gebrochen wurde.

## Jugend und Erfolge als Amateur
Tommy Godwin stammte aus ärmlichen Verhältnissen und musste ab dem Alter von zwölf Jahren als Auslieferungsfahrer auf dem Fahrrad zum Familieneinkommen beisteuern. Er bekam Spaß am Fahrradfahren, und mit 14 Jahren meldete er sich zu einem Radrennen an. Er bestritt dieses Rennen mit dem schweren Rad, mit dem er sonst auslieferte, montierte den Korb für die Waren ab, baute andere Laufräder ein und lieh sich geeignete Schuhe. Er gewann das 25-Meilen-Rennen mit einer Zeit von einer Stunde und fünf Minuten.
Godwin, der schon in jungen Jahren Vegetarier wurde, trat dem Potteries Clarion Cycling Club bei und später, nach einem Umzug aus beruflichen Gründen nach London, dem Rickmansworth Cycling Club. In diesen Jahren gewann er zahlreiche Amateurrennen, vor allem Einzelzeitfahren, eine Disziplin, die damals in Großbritannien besonders populär war. 1933 belegte er in der Rangliste „Best All-Rounder“ Platz sieben. Zudem nahm er an mehreren Distanzfahrten in seinem Heimatland teil und nahm sich vor, den bisherigen Distanzweltrekord des Australiers Oserick Nicholson zu überbieten, der in einem Jahr – 1937 – 62.657 Meilen (104.812 Kilometer) gefahren war.

## Rekordfahrt 1939/1940
Tommy Godwin nahm seinen Plan am 1. Januar 1939 in Angriff und stellte schon am 26. Oktober desselben Jahres den Rekord von Nicholson ein, als er auf dem Trafalgar Square eintraf. Für die Rekordfahrt war sein Fahrrad mit einem versiegelten Kilometerzähler versehen; er musste seine Fahrten schriftlich dokumentieren und diese Niederschriften von Zeugen unterschreiben lassen. An bestimmten Punkten wurden Schiedsrichter postiert. Schließlich übertraf er den bisherigen Rekord von Nicholson mit insgesamt 75.065 Meilen (120.805 Kilometern), was einer Strecke dreimal um die Erde entspricht. Damit war sein Rekordhunger jedoch nicht gestillt: Er fuhr weitere tausende Meilen, so dass er nach insgesamt 500 Tagen die 100.000 Meilen-Grenze erreicht und damit den bisherigen Rekord des Franzosen René Menzies mit 532 Tagen übertroffen hatte. Godwin erreichte sein Ziel, den Paddington Recreation Ground, am 13. Mai 1940, wo er von seinen Sponsoren, seiner Familie und Freunden erwartet wurde. Man sagt, er habe Wochen gebraucht, bis er wieder richtig gehen konnte.

## Spätere Jahre
Kurz nach seiner Rekordfahrt wurde Godwin zum Militär einberufen, so dass er keine Chance hatte, aus seiner Leistung weitere öffentliche Anerkennung und finanzielle Belohnung zu ernten. Nach dem Krieg wollte er wieder als Amateur an Rennen teilnehmen, was ihm jedoch vom Radsportverband trotz der Unterstützung zahlreicher Radsportfreunde mit der Begründung verwehrt wurde, er sei während seiner gesponserten Rekordfahrt als Profi unterwegs gewesen. Daraufhin betätigte er sich als Trainer und Betreuer beim Club Stone Wheelers in Stone. Nach der Rückkehr von einer Radtour mit Freunden starb er 1975.

## Ehrungen
1939 wurde Tommy Godwin in das „Golden Book of Cycling“ aufgenommen. 2005 wurde zur Erinnerung an ihn am Fenton Manor Sports Centre in Stoke-on-Trent eine Erinnerungstafel enthüllt.
Goodwins Rekord besteht bis heute. Das Guinness-Buch der Rekorde weigerte sich, diese Herausforderung anzunehmen, da sie zu gefährlich sei.